# Чарльз Макінтош
Ча́рльз Макінто́ш (англ. Charles Macintosh; 29 грудня 1766, Глазго — 25 липня 1843) — шотландський хімік і винахідник водонепроникної тканини, з якої почав виготовляти верхній одяг. Пальто макінтош названо на честь нього .

## Життєпис
Чарльз Макінтош народився в Глазго в сім'ї відомого фарбувальника Джорджа Макінтоша і Мері Мур. Рано зацікавився наукою. Спочатку працював клерком, але ще до 20-ти років кинув це заняття і вирішив присвятити себе виробництву хімічних речовин. 1786 року почав роботу на хімічній фабриці, а 1797 року започаткував власне виробництво, першу в Шотландії фабрику галунів. 
Разом з Чарльзом Теннантом винайшов відбілювальний засіб для тканин (хлорне вапно). Винайшов процес відновлення заліза окисом вуглецю, швидший, ніж відомий в той час процес одержання сталі.
1790 року одружився з Мері Фішер, дочкою Александра Фішера, торговця з Глазго, від якої мав одного сина Джорджа Макінтоша (1791—1848). У 1823 році його обрали членом Лондонського королівського товариства за відкриття в галузі хімічних речовин. 1828 став партнером Джеймса Бомона Нілсона, який отримав патент на підігрівання повітря перед (вдуванням його в доменну піч, що значно зменшує споживання палива. Разом вони заснували фірму з впровадження цього патенту.
Чарльз Макінтош — винахідник водонепроникного одягу, завдяки якому його ім'я ввійшло в словники, плаща макінтош. Намагаючись знайти застосування продуктам перегонки вугілля, він використав нафту (англ. naphtha), побічний продукт цієї перегонки, як розчинник каучуку. Запропонував склеювати одяг з шматків просякнутої цим складом тканини. Вирішивши проблеми, які виникли через сильний запах гуми, в 1823 році він одержав патент, а в 1836 році почав виробництво плащів «Макінтош», які мали великий попит. Проте якість плащів вдалося підвищити лише 1839 року, коли став доступним вулканізований каучук. Саме в такому вигляді вони відомі дотепер.
Помер 1843 року похований на цвинтарі Кафедрального собору Глазго разом зі своїми батьками на ділянці свого прадіда Джона Андерсона з Даугілла, Лорда-провоста Глазго. Його ім'я додали до пам'ятника XVII століття, який стоїть навпроти східної огорожі. Існує й другий пам'ятник кінця XIX століття у вигляді відполірованого червоного граніту на могилі його сина Джорджа, дещо на північ від першого, де також присутня згадка про Чарльза.

## Спадщина
29 грудня 2016 року пошукова система Google відзначила 250-ту річницю з дня народження винахідника водонепроникної тканини, розмістивши Google doodle у вигляді Макінтоша на дощі.